# Heinrich Schulz
Heinrich Schulz (Bréma, 1872. szeptember 12. – Berlin, 1932. szeptember 4.) német oktatási reformer, politikus.

## Élete
Bréma Gröpelingen nevű negyedében nőtt fel. Általános és középiskolai tanulmányai végeztével 1889 és 1892 közt a brémai Tanárképző Főiskola hallgatója volt, ezután egy brémai magán középiskola tanára lett. 1893-tól egy éven át katonai szolgálatot teljesített, 1894-ben Berlinbe ment, s szabadúszó íróként tevékenykedett.
1892-ben lépett be az SPD-be. Berlinbe költözése után, 1895-ben a berlini szociáldemokrata munkásiskola elnökévé nevezték ki. Ebben az időben az SPD sajtószolgálatában dolgozott, s a berlini Freie Volksbühne alelnöke volt. 1897 és 1901 közt a Tribüne, 1902-g az erfurti Volksstimme főszerkesztője volt. 1901 és 1906 közt ismét Brémában dolgozott, a Bremer Bürger-Zeitung vezetőjeként. 
1906-ban Clara Zetkinnel közösen írta meg a Leitsätze zum Thema Sozialdemokratie und Volkserziehung cíkket, amelyet az SPD mannheimi konferenciáján mutattak be. E dokumentumban megerősítették, hogy ragaszkodnak a marxizmushoz, s felszólították az SPD-t, hogy saját oktatási intézményeket hozzon létre, amelyeknek kíhívást kell jelenteniük a "polgári tudomány" számára, s ki kell dolgozniuk koruk "legmagasabb szintű tudományos és művészeti normáit", szemben a "polgári tudománnyal és művészettel". 1906 és 1919 közt az SPD központi oktatási bizottsága ügyvezető igazgatója volt. Noha eredetileg a Rosa Luxemburg köré szerveződött párt balszárnyán volt, az első világháború kitörésekor Friedrich Ebert Burgfriedenspolitik-álláspontját fogadta el. A háború alatt Namurban, Belgiumban szolgált.
1918 novemberében felmentették a katonai szolgálat alól, ezután Friedrich Ebert személyes tanácsadója, a Birodalmi Kancellária ügyvezető igazgatója lett. 1919-ben az SPD ügyvezetőjévé nevezték ki, ugyanebben az évben a Dolgozó Ifjúság Központi Irodája elnöke lett. Később ebből az ifjúsági szervezetből lett a Német Ifjúsági Dolgozók Egyesületeinek Szövetsége. Az 1920-as években a Szociáldemokrata Tanárok Munkacsoportja elnöke, valamint a Szocialista Kulturális Egyesület vezetője volt.

## Művei
- Sozialdemokratie und Schule. Buchhandlung Vorwärts, Berlin, 1907
- Die Schulreform der Sozialdemokratie. August Kaden, Dresden, 1911
- Arbeiterkultur und Krieg. Buchhandlung Vorwärts, Berlin, 1916
- Der kleine Jan. Ein Jahr aus seinem Leben . Buchhandlung Vorwärts, Berlin, 1920
- Warum Einheitskurzschrift? Heymann, Berlin, 1925
- Politik und Bildung: Hundert Jahre Arbeiterbildung. J. H. W. Dietz Nachf., Berlin, 1931
- Zum 150. Geburtstag von Heinrich Pestalozzi. Die Neue Zeit, Stuttgart, 1896
- Gehörst Du zu uns? Buchhandlung Vorwärts, Berlin, 1913
- Bilder vom Kriege 1914. In: Bundesarchiv Nachlaß Löbe; N 2178.
- Die Schule nach dem Kriege, 1915 in: Die Arbeiterschaft im neuen Deutschland
- Arbeiterkultur und Krieg. Buchhandlung Vorwärts, Berlin, 1916
- Der Streit um das Kino. In: Die Glocke, Heft 23 vom 7. September 1918 4. Jhg. 1. Bd., S. 728 ff.
- Schulreform und Sozialdemokratie. Schmidt, Berlin, 1919
- Vorwort zum Band: Die Reichsschulkonferenz 1920. Quelle&Meyer, Berlin, 1921
- Der Weg zum Reichsschulgesetz. Quelle & Meyer, Leipzig, 1920
- Aus meinen vier Pfählen. Quelle & Meyer, Leipzig, um 1921
- Die Mutter als Erzieherin. Ratschläge für die Erziehung im Hause.  Dietz, Berlin, 1923
- Jan Kiekindiwelt. Ein Jahr aus seinem Leben. Dietz Nachf., Berlin, 1924
- Der Leidensweg des Reichsschulgesetzes. Dietz Nachf., Berlin, 1926
- Kirchenschule oder Volksschule 1927. Dietz Nachf., Berlin, 1927

## Fordítás
- Ez a szócikk részben vagy egészben  a   Heinrich Schulz (politician) című angol Wikipédia-szócikk ezen változatának fordításán alapul.  Az eredeti cikk szerkesztőit annak laptörténete sorolja fel. Ez a jelzés csupán a megfogalmazás eredetét és a szerzői jogokat jelzi, nem szolgál a cikkben szereplő információk forrásmegjelöléseként.